# Río Madera (Amazonas)

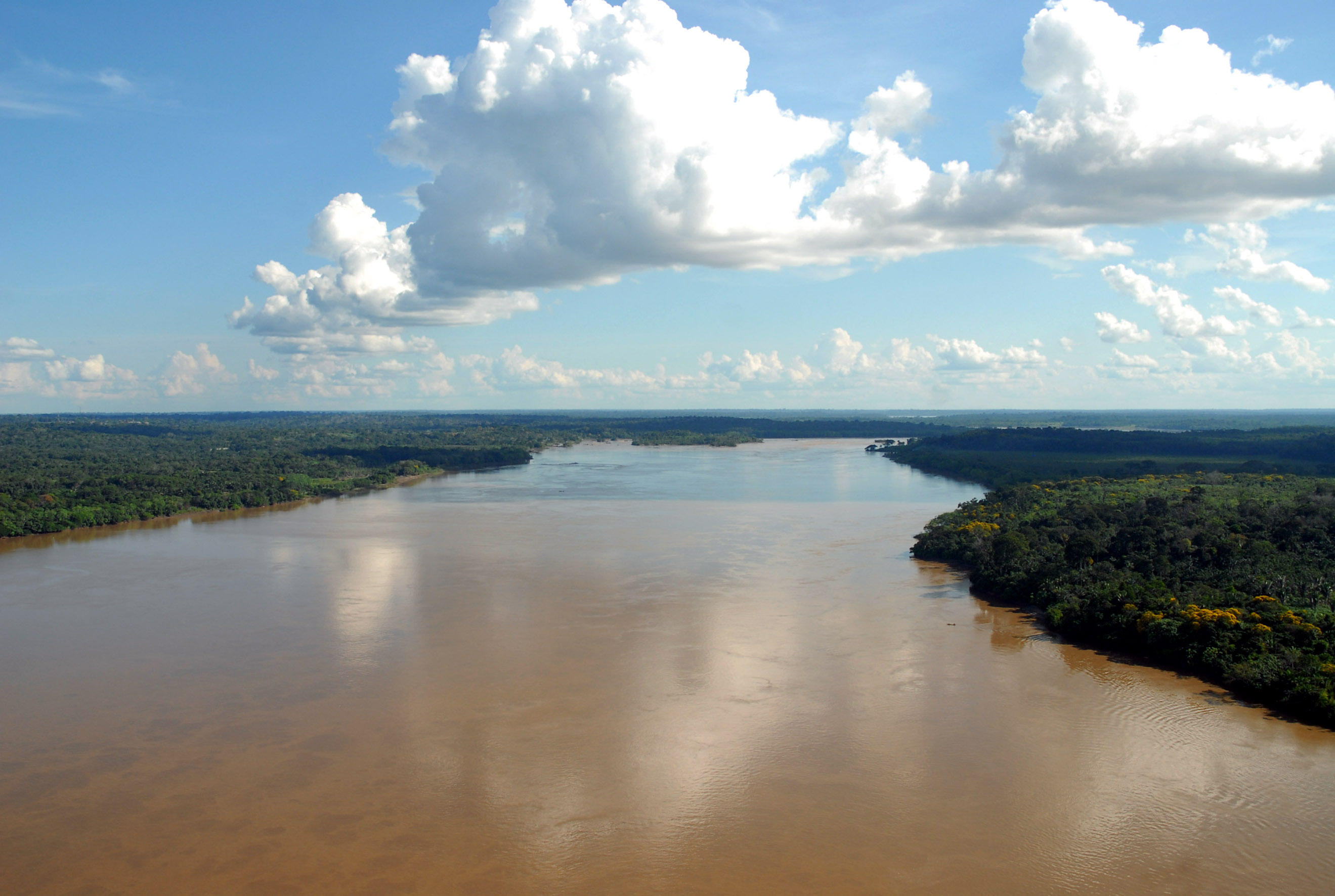
El Madera en las afueras de Porto Velho

El río Madera (Madeira en portugués) es el principal afluente sur del río Amazonas y el único de la margen derecha que le aporta aguas de la parte en el hemisferio sur de la cordillera de los Andes. El sistema fluvial del Madera-Mamoré-Grande, con una longitud de 4207 km (que si se contara el tramo correspondiente del Amazonas, llegarían a los 6018 km), lo hacen uno de los principales cursos de agua de América del Sur y está entre los 20 más largos del mundo, así como también es uno de los 10 más caudalosos del mundo. También es el quinto río más importante del mundo.
Su enorme cuenca de 1.420.000 km² comprende parte de Brasil, Bolivia y Perú y le proporciona un caudal de unos 32.000 m³/s, dos veces más que el del río Misisipi o el del Ganges. El río Madera propiamente dicho transcurre casi íntegramente en territorio brasileño, por los estados de Rondonia y Amazonas, siendo en un pequeño tramo la frontera internacional con Bolivia.

## Curso superior o cuenca del Madera-Mamoré
La superficie total de la cuenca es de 879.900 km², más que Francia e Italia juntas. Solamente en Bolivia, más de 250 ríos desembocan en el Madera,  drenando un área de 714.415 km². Comprende todos los territorios situados aguas arriba de Manoa (en la frontera brasileño-boliviana), principalmente la totalidad de la cuenca boliviana del Madera-Mamoré, así como también territorio peruano (Madre de Dios) y brasileño (Guaporé). Se subdivide en tres subcuencas, correspondientes al área de drenaje de sus principales ramales, la del Beni, la del Mamoré y la del Iténez/Guaporé. 

### Cuenca del río Abuná

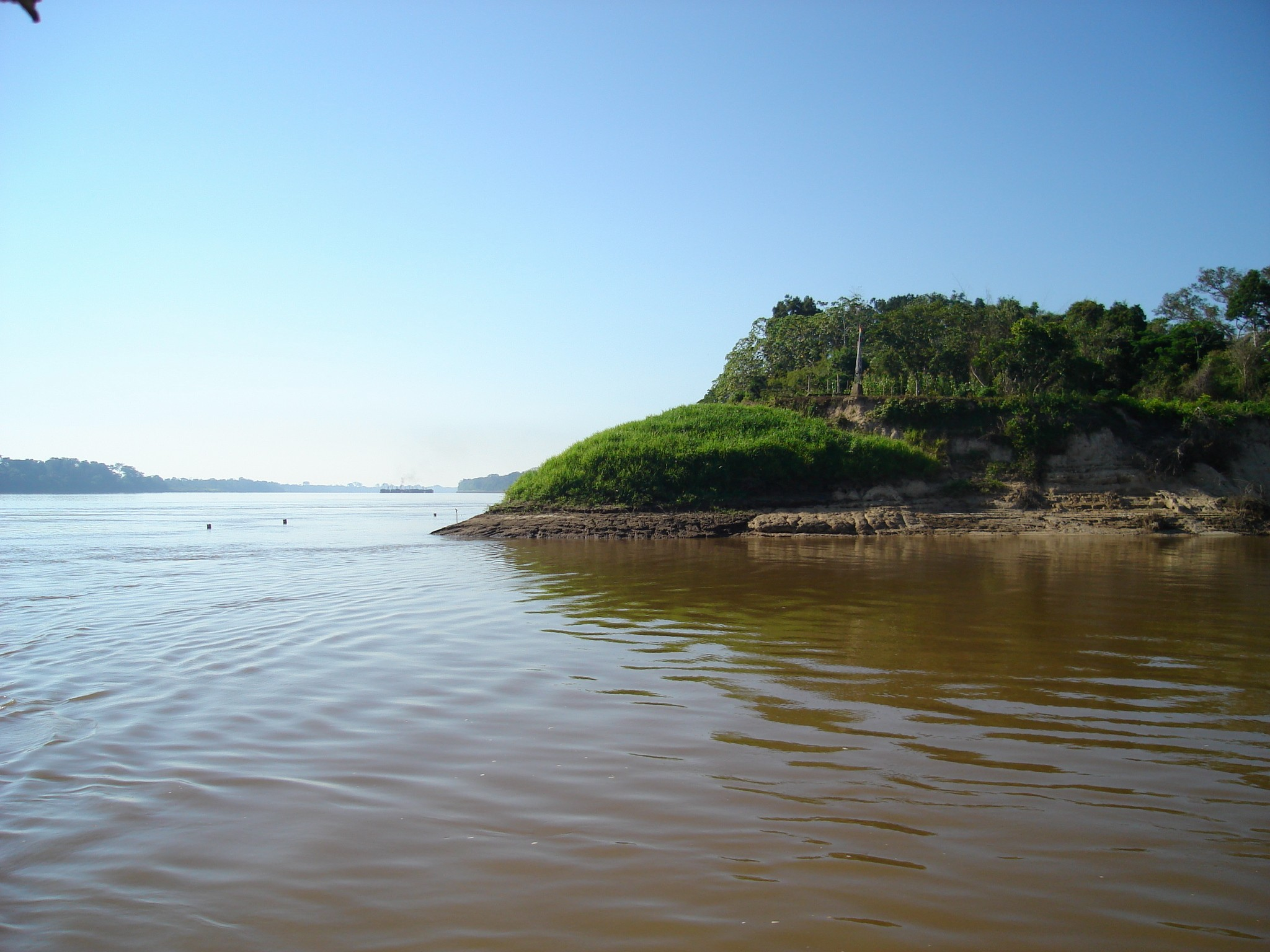
El Madera en la confluencia con el río Abuná.

El río Abuná nace en la provincia boliviana de Nicolás Suárez, en el departamento de Pando, en la confluencia de los ríos Chipamanu y Kharamanu. Sus principales afluentes son los ríos azul, Mamo-Manu, Kharamanu, Rapirrán y Chipamanu. Tiene una longitud de 375 km y desemboca en el río Madera cerca de la población de Manoa. Su cuenca tiene una superficie de 25.870 km², toda ella en territorio boliviano.

### Cuenca principal del río Beni
Comprende una parte de los departamentos bolivianos de Pando, Beni, La Paz y Cochabamba, y tiene una superficie de 133.010 km². El río Beni es un afluente caudaloso del río Madera y uno de los más importantes ríos de Bolivia, tanto por su navegabilidad como por su riqueza ictiológica.

#### Subcuenca del río Orthon
El río Orthon nace cerca de Puerto Rico, en el departamento de Pando, en la confluencia del río Tahuamanu y el río Manuripi, ríos que nacen en Perú, en la parte septentrional de la región Madre de Dios. Tiene una longitud de 233 km, desde su confluencia hasta su desembocadura en el río Beni, a unos 20 km al norte de la ciudad de Riberalta (95.000 habitantes en 2007). Su cuenca tiene una superficie de 30 000 km², de los que 22 640 km² corresponden a Bolivia.

#### Subcuenca del río Madre de Dios
El río Madre de Dios nace en las estribaciones de la cordillera Oriental de los Andes peruanos y está constituido por los ríos Manú, Alto Madre de Dios, Tacuatimanu o de Las Piedras, Inambari, y Medio Madre de Dios, que convergen cerca de la ciudad Puerto Maldonado en Perú. A partir de este punto, el río toma el nombre de Bajo Madre de Dios, y entra en Bolivia en Puerto Heath. Discurre 483 km en dirección SW-NE hacia Riberalta, donde confluye con el río Beni. Su cuenca tiene una superficie de 52.795 km² en Bolivia y más de 50.000 km² en el Perú.

### Cuenca principal del río Mamoré
Es una gran cuenca de 241.660 km², y comprende parte de los departamentos bolivianos del Beni, Santa Cruz, Cochabamba, Chuquisaca y Potosí. Los principales ríos en esta subcuenca (datos proporcionados por el Servicio de Hidrología Naval de Bolivia), son los siguientes:
- río Nido, con una longitud de 1.170 km:

- río Yata, con una longitud de 1.060 km;
- río Iténez, con una longitud de 1.530 km;
- río Itonomas, con una longitud de 1.493 km;
- río Yacuma, con una longitud de 570 km;
- río Apere, con una longitud de 369 km;
- río Grande o Guapay, con una longitud de 1.438 km;
- río Chapare, con una longitud de 279 km;
- río Ichilo, con una longitud de 400 km;
- río Secure, con una longitud de 268 km;
- río Tijamuchi, con una longitud de 490 km;
- río Ibare, con una longitud de 278 km;

### Subcuenca principal del río Iténez
El río Iténez es, en puridad, un afluente del río Mamoré, pero dada la importancia de su cuenca, suele considerarse como un ramal aislado. Su superficie en Bolivia es de 186.460 km², en los departamentos de Santa Cruz y Beni, y de más de 80.000 km² en Brasil, en los estados de Rondônia y del Mato Grosso.

### A la salida de la cuenca superior
Todas estas aguas se reúnen en los llanos de los departamentos bolivianos del Beni y Pando, en una cuenca en la que 90.000 km² quedan inundados cada año con una altura de casi un metro durante un período de tres o cuatro meses. A la altura de Manoa, a la salida de Bolivia, la media anual del caudal del Madera es ya de 572.000 millones de m³, más de 18.000 m³/s (es decir, más de tres veces el total de las aguas superficiales de Francia, estimadas en 180.000 millones de m³).

## Curso medio: rápidos Guajará-Mirim /Pôrto Velho

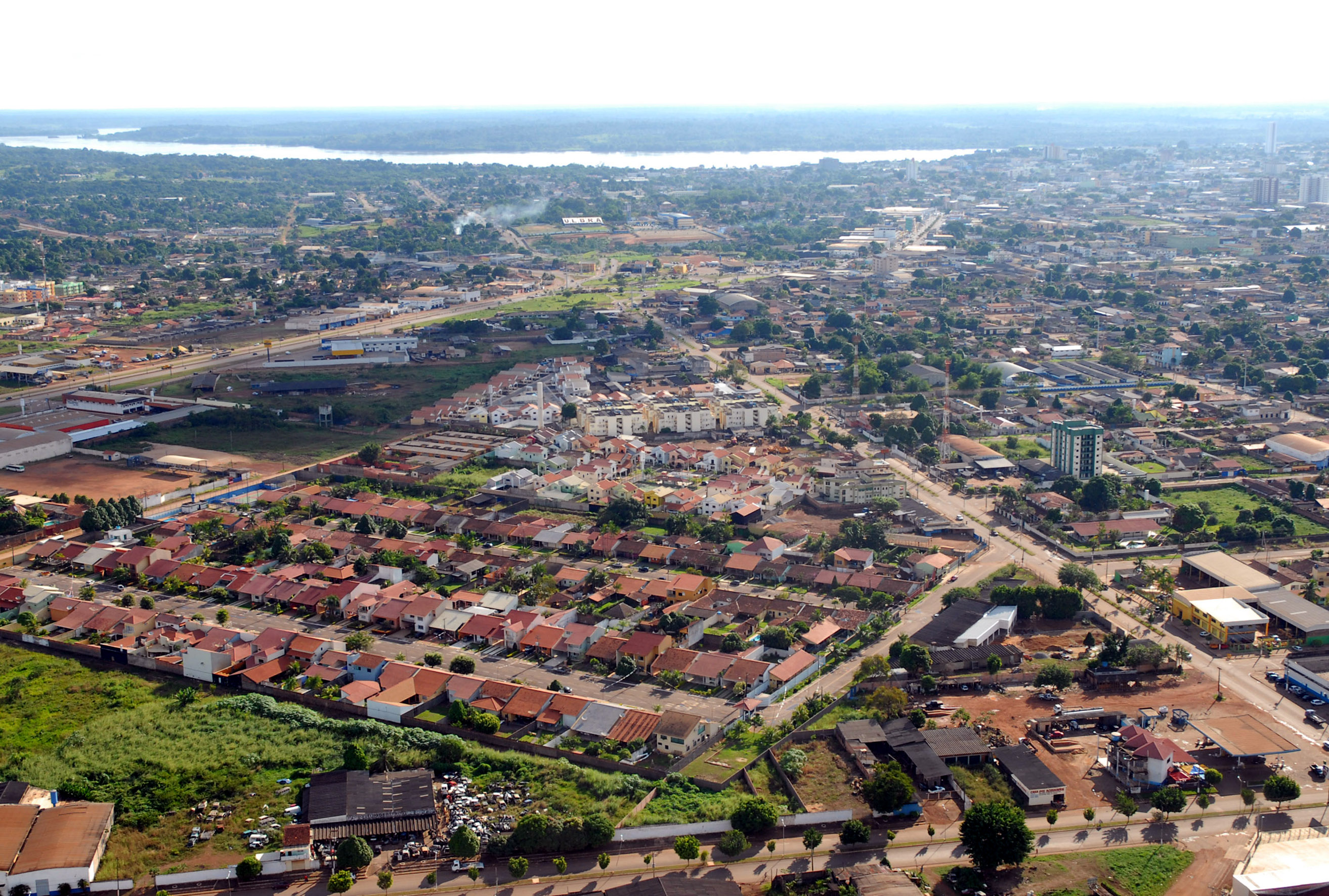
Porto Velho, con el río al fondo.

Entre las ciudades de Guajará-Mirim (41.467 habitantes en 2005), 60 km aguas arriba de Villabella, y Porto Velho (capital de Rondonia, con 373.917 habitantes en 2005), se extiende una sección de 350 km, con 18 zonas de rápidos y cataratas (cachoeiras o cachuelas), y una caída de 60 metros. Este es el tramo medio del curso del Madera y sus principales afluentes, todos por la derecha, son el Ribeirao, Cotia y Jaciparaná, 
En este tramo, en 2003, se ha previsto construir 2 grandes plantas de energía hidroeléctrica, conocido como Proyecto Madera, en Santo Antonio y Jirau, de las siguientes características:
- Santo Antonio: 3.580 kW, desnivel de 17,3 metros - lago de 271 km² - coste estimado de 2.700 millones de dólares.
- Jirau: 3.900 kW, desnivel de 17,1 metros - lago de 258 km² - coste estimado de 2.900 millones de dólares.

## Curso inferior o río Madera

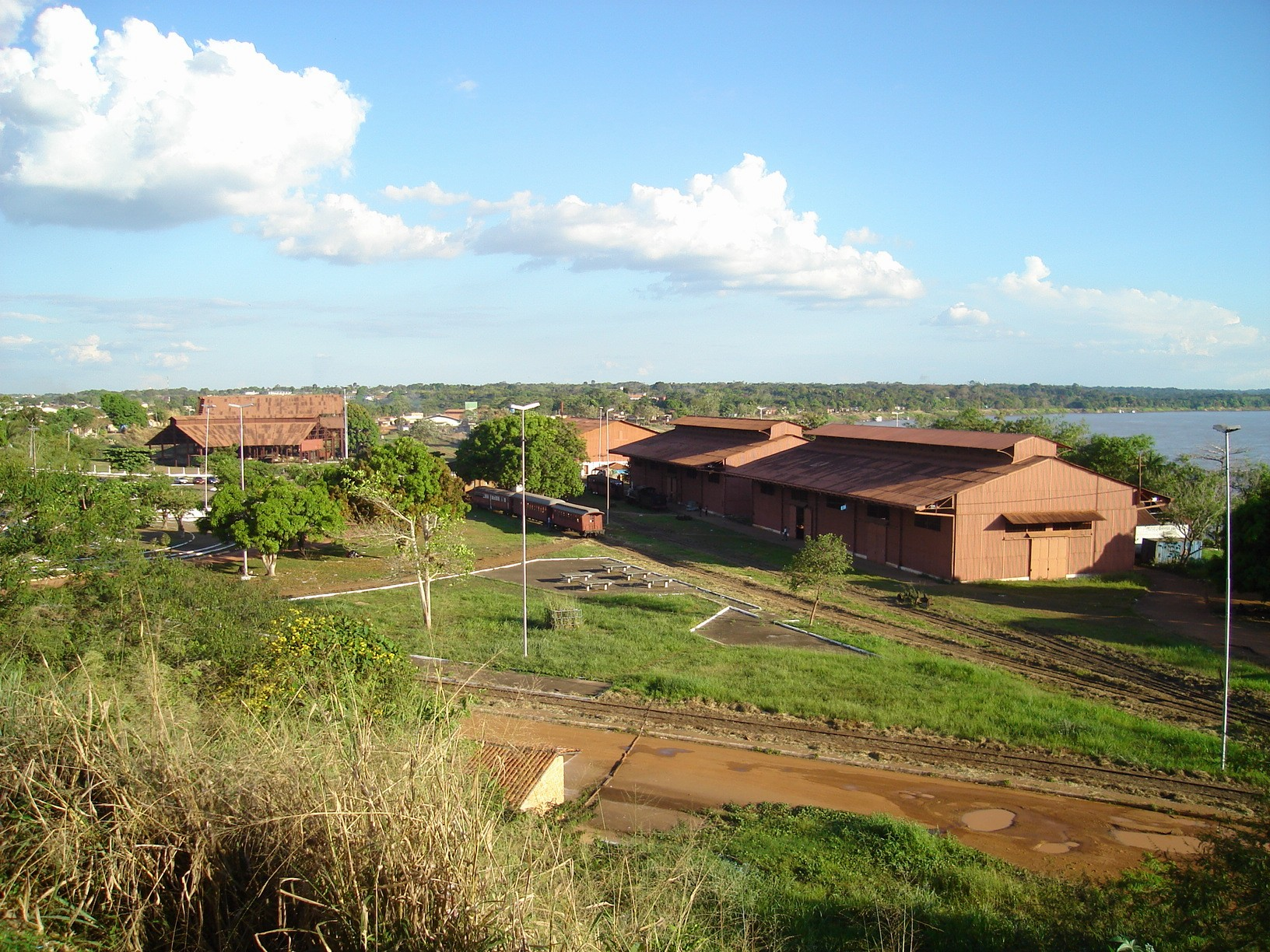
Estación del ferrocarril Madera Mamoré en Porto Velho, con el río al fondo.

Después de las cataratas y rápidos, el Madera recorre los estados brasileños de Rondonia y Amazonas, aguas abajo de Santo Antonio. En este lugar, el río discurre a una altitud de 19 metros sobre el nivel del mar, es decir, la pendiente es casi nula en la cuenca baja. Su nivel se eleva más de 15 metros durante la temporada de lluvias.
Quedan todavía casi 1100 km y drenar 460.000 km² antes de desaguar en el Amazonas aguas abajo de Manaos, en la desembocadura en la zona de la isla Tupinambaranas, una extensa zona pantanosa formada por los brazos del río. Los principales afluentes en este tramo son los siguientes:
- río Jamari, por la derecha, con una longitud de 400 km. Tiene como afluentes los ríos Guaiamã y Candeias (390 km);
- río Ji-Paraná o Machado, por la derecha, con una longitud de 820 km. Tiene como afluentes los ríos Comemoração, Apediá, Urupá, Jarú, Machadinho, Prêto
- río Acará, por la izquierda, que acaba en un gran lago de 39 km de largo;
- río Marmelos, por la derecha, con una longitud de 510 km. Tiene como afluentes los ríos Branco, Sepoti, Maici
- río Manicoré, por la derecha, con una longitud de 390 km;
- río Arauá, por la derecha;
- río Mariepauá, por la derecha;
- río Aripuaná, por la derecha, el afluente más importante del tramo, con una longitud de 870 km. Tiene como afluentes los ríos Maracanã, Paxiúba, Guariba, Roosevelt (760 km) y Pombas. El Roosevelt, a su vez, tiene como afluentes los ríos Branco, Madeirinha y Machadinho;
- río Preto do igapo-Açu, por la izquierda, con una longitud de 500 km. Tiene como afluentes los ríos Luna, Tupana y Autas Mirim.
- río Canumã-Sucunduri, por la derecha, con una longitud de 900 km. Tiene como afluentes los ríos Camaiú y Acari. Un brazo de este río forma el río Paraná-Urariá, que corre casi paralelo al río Amazonas durante unos 400 km, dejando entre ambos la isla Tupinambarana, una isla de 11.850 km² (la 66.º del mundo por tamaño), formada por llanuras aluviales y recorrida por pequeños ríos y lagos. Los principales afluentes de este tramo del Paraná-Urariá son los ríos Abacaxis (610 km), Maués-Açu (370 km), Andira y Mamurú.

En su cuenca baja, es enorme, muy accesible para grandes embarcaciones, incluidos buques marinos que puede remontarlo hasta las cataratas San Antonio, cerca de Porto Velho, Brasil, a 1070 km de su estuario. Sin embargo, durante la estación seca, de junio a octubre, sólo es navegable en esta sección para embarcaciones de menos de 2 metros de calado.
El ferrocarril Madeira-Mamoré discurre, en pleno Amazonas brasileño, una distancia de 365 km a lo largo del tramo navegable entre Porto Velho y Guajará-Mirim en el río Mamoré
Luego, después de su confluencia, sus aguas recorren todavía muchos kilómetros antes de llegar al océano.

## Tribus
Una conocida tribu, los Parintintins viven cerca de sus riberas, entre los ríos Madera y Marmelos.

## Ecología

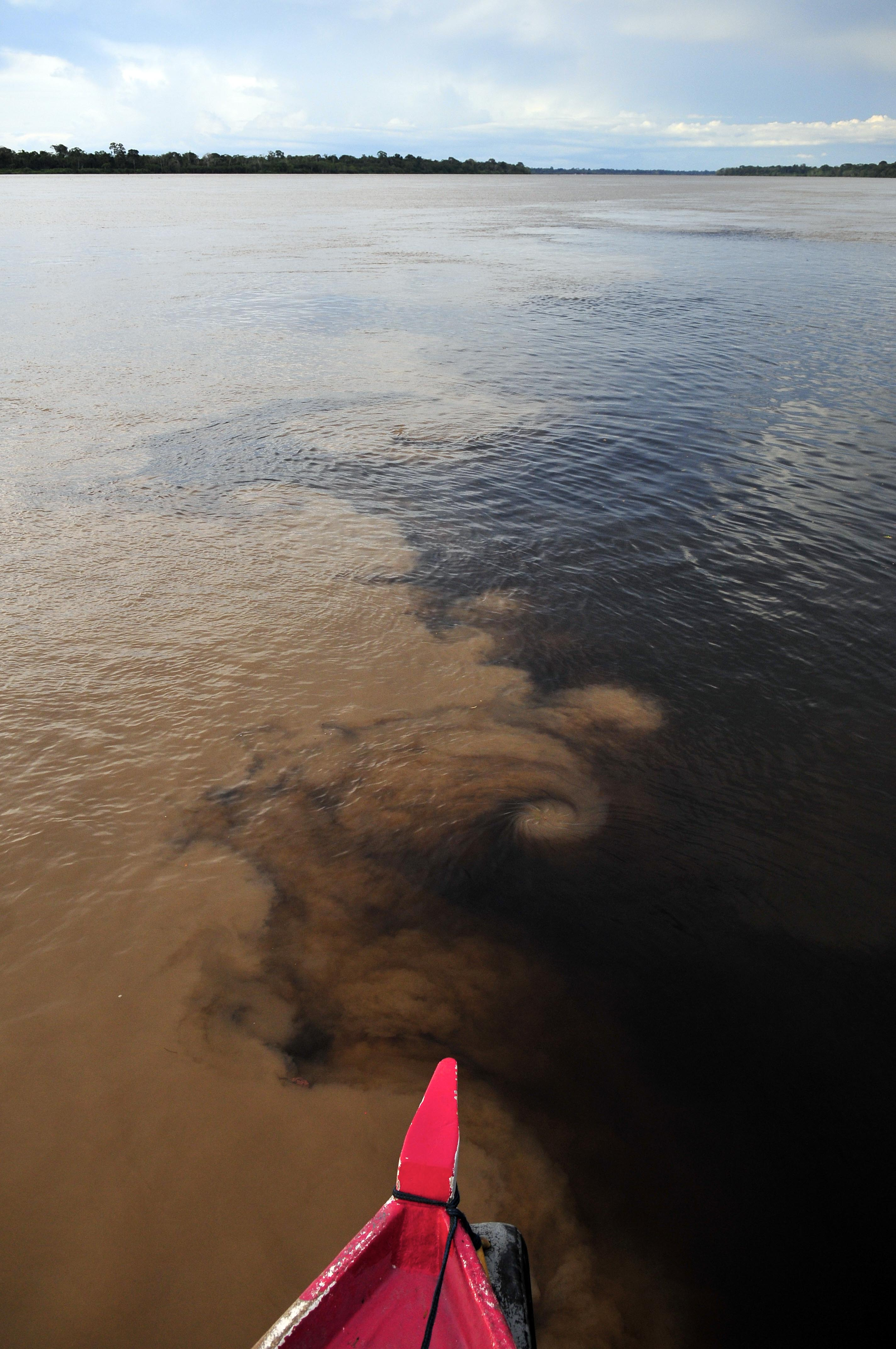
La confluencia del río Madera (marrón) y el río Aripuanã (oscuro) cerca de la ciudad de Novo Aripuanã.

Como es típico de los ríos amazónicos con las cabeceras principales en los Andes, el río Madera es turbio debido a los altos niveles de sedimentos y es un río de aguas bravas, pero algunos de sus afluentes son de aguas más claras (p. ej., Aripuanã y Ji-Paraná) o de aguas negras (p. ej., Manicore).
El delfín boliviano (Inia boliviensis), considerado a veces o una subespecie del delfín rosado (Inia geoffrensis) o una especie separada, está restringido al sistema superior del río Madeira. Se ha estimado que hay más de 900 especies de peces en la cuenca del río Madeira, lo que lo convierte en uno de los sistemas de agua dulce del mundo con la mayor riqueza de especies.

## Fauna de la cuenca del río Madera
La fauna ictiológica del río Madera es particularmente rica en especies. Una subespecie del delfín del Amazonas o boto (Inia geoffrensis), la Inia boliviensis, habita en el sistema del Madera y está en peligro de extinción.

## Puentes
Actualmente se encuentra en construcción el primer puente sobre el río Madeira, que interconectará la ciudad de Porto Velho a través de la carretera BR319 con el estado de Amazonas, y una vez se construya un puente sobre el río Solimoes, la conectará a la ciudad de Manaos.

## Presas
En julio de 2007, el Gobierno brasileño aprobó los planes para construir dos presas hidroeléctricas en el río Madera. Organizaciones ecologistas y organizaciones de derechos indígenas como Survival International han criticado estos planes, porque implican una amenaza para la migración de peces, deforestación y presión sobre las zonas de conservación y los territorios de los pueblos indígenas. Los proyectos de presas de Jirau y Santo Antonio amenazan la supervivencia de varios pueblos indígenas de la región, algunos de ellos no contactados, que según la FUNAI viven en la zona. Los trabajos de construcción ya están afectando a la vida de estos pueblos y ha forzado a algunos a abandonar sus tierras y, según la organización de derechos humanos Survival International, ubicarse en zonas donde operan ilegalmente mineros. El contacto entre los mineros y estos pueblos podría ser fatal, debido a la transmisión de enfermedades contra las que no tienen inmunidad.
El hecho de que los indígenas apenas han sido consultado sobre el proyecto y no han dado su consentimiento es una violación de la Constitución brasileña y del Convenio 169 de la Organización Internacional del Trabajo, ratificado por Brasil.

## Poblaciones indígenas y sus lenguas
Hay más de 40 poblaciones aisladas con una docena de lenguas indígenas distintas en la cuenca alta del río Madera (en Brasil, Bolivia y Perú):